# Bağımsız Türkiye Partisi
Die Bağımsız Türkiye Partisi („BTP“), deutsch Partei der unabhängigen Türkei, ist eine politische Partei in der Türkei.
Sie wurde im Jahr 2001 gegründet und sieht sich als Partei, die nationalen und traditionellen Werten verpflichtet ist und diese im rechtlichen Rahmen vertritt. Sie setzt sich unter anderem auch für die Rechte der türkischen Aleviten ein. Sie hat bis heute nie staatliche Parteienfinanzierung bezogen und finanziert sich somit lediglich aus den Beiträgen der Parteimitglieder.

## Parteivorsitzende
- 2001 Ata Selçuk
- 2002 Ali Gedik
- 2002 – 2020 Haydar Baş
- 2020 - ... Hüseyin Baş

## Wahlergebnisse
Wahlen zur Großen Nationalversammlung der Türkei
| Wahljahr      | Stimmen | Anteil | Abgeordnete |
| ------------- | ------- | ------ | ----------- |
| 2002          | 150.154 | 0,48 % | 0           |
| 2007          | 178.694 | 0,51 % | 0           |
| 2011          | -       | -      | 0           |
| Juni 2015     | 96.411  | 0,21 % | 0           |
| November 2015 | 49.297  | 0,10 % | 0           |